# Acer × freemanii
Acer × freemanii é uma espécie híbrida de árvore do gênero Acer, pertencente à família Aceraceae.
A espécie é um cruzamento entre Acer rubrum e Acer saccharinum. Trata-se de um híbrido que ocorre naturalmente; espécimes selvagens podem ser encontrados no leste da América do Norte, onde as distribuições das duas espécies parentais se sobrepõe.

## Descrição
Mesmo análises morfométricas detalhadas de formatos de folhas têm dificuldade em diferenciar espécimes de Acer × freemanii de suas espécies parentais. Só o que se pode afirmar é que a aparência da espécie é geralmente intermediária entre as duas outras espécies.